# Павлик, Владимир
Владимир Павлик (укр. Володимир Павлик; псевдоним: «Ирка»; 2 июля 1915, Грац — 1947, Магаданская область)  — деятель Организации украинских националистов Украинской повстанческой армии, заместитель командира и шеф штаба Военной округи УПА «Сян».

## Биография
Родился 2 июля 1915 года в австрийском городе Грац.
Окончил Перемышльскую гимназию, продолжал обучение в Львовской Политехнике и Львовском университете.
Член ОУН с 1934 года, окружной проводник Перемышльского повята в 1938.
Солдат Карпатской Сечи в начале 1939. Участник боёв против венгерской армии. 
В 1941 году старшина легиона «Нахтигаль», впоследствии командир 4-й сотни шуцманшафт-батальона №201 (1941-12.1942)
С марта по декабрь 1944 заместитель командира и шеф штаба Военной округи УПА «Сян».
С апреля до июня 1945 года работал учителем в селе Стрелки.
Арестован большевиками в Мостисском районе Львовщины в июле 1945 года. На допросах подробно рассказал об истории создания и деятельности УПА на Закерзонье.
Узник лагерей ГУЛАГа, где и умер весной 1948 года. В одном из опубликованных документов — свидетельстве о смерти — указывается, что Владимир Павлик умер 2 апреля 1948. К тому времени он содержался в Северо-восточном лагере МВД СССР (Магаданская область).